# 深圳水庫
深圳水庫（别称“东湖”）是一個位於中國廣東省深圳市的水庫，属深圳168宗水库中蓄水量最大一个。水面约4710亩，库容量达4577万立方米，是深圳居民生活用水的主要來源。

## 历史
1957年，宝安县组织进行了一次全县的水利普查，摸清了可建设的水利家底。1958年县水利局对重点水利工地进行了工程测量。1959年2月，广东省委第一书记陶铸会见百余名港澳知名人士，议定宝安县建设水库向香港供水。1959年6月，广东省委正式决定兴建深圳水库。1959年7月份，佛山地委书记处书记李富林兼任宝安县委第一书记，决定借机把宝安境内的重要水利设施在当年冬季农闲时期建设起来，县委提出“苦战一冬春，彻底消灭水旱灾”的动员口号。同时上马十大水库：深圳水库、西丽水库、清林径水库、七沥水库、高峰水库、三洲田水库、马泻水库、樟坑径水库、五指耙水库、石岩水库。十大水库建设中，县委书记（当时设有县委第一书记）曹若茗分工负责深圳水库的建设，任常务副总指挥；广东省人民政府秘书长欧阳初任工程总指挥，马志民、赵俊谦、陈锦培、李锡源任副总指挥。宝安县13名公社书记、67名大队书记与大队长组成各级领导。省水利厅派出强大技术力量指导深圳水库的测量、设计、施工。全县13个人民公社派出2万多民工，高峰时4万民工参加建设。驻军一个团的兵力参加会战。
1960年11月15日，宝安县代表曹若茗（县委书记）与香港代表巴悌签订协议，规定每年由深圳水库向香港供应原水2270万立方米。
1964年东深供水工程开工后，深圳水库划归广东省水利厅东江深圳供水工程管理局经营管理至今。